# 싸우자 귀신아 (드라마)
《싸우자 귀신아》는 2016년 7월 11일부터 2016년 8월 30일까지 tvN에서 방영된 월화 드라마이다.

## 등장 인물

### 주요 인물
- 옥택연 : 박봉팔 역 (아역 이승우)
- 김소현 : 김현지 역
- 권율 : 주혜성 역 (아역 장호준)

### 박봉팔의 주변 인물
- 김상호 : 명철 스님 역
- 김민상 : 박지훈 역 - 박봉팔의 아버지
- 손은서 : 홍명희 역 - 박봉팔의 어머니 (특별출연)

### 귀신들
- 이도연 : 오경자 역

### 명성대학교
- 강기영 : 최천상 역
- 이다윗 : 김인랑 역
- 백서이 : 임서연 역

### 그 외 인물
- 남경민 : 정 간호사 역
- 연지해 : 김 간호사 역
- 윤서현 : 양 형사 역
- 정지순 : 김 형사 역
- 최민금
- 오하늬
- 서윤아 : 노현주 역
- 윤주
- 김추월
- 이정혁
- 권반석
- 현정철
- 윤성원
- 염지혜
- 손승희
- 김효명 : 동아리 연합회장 역
- 서광재 : 명철 스님의 친구 한의사 역
- 서정하
- 이예림
- 손영순 : 죽은 아이 할머니 역
- 박규영
- 오은별
- 권지환
- 김상우
- 이진목
- 이민성
- 권순준
- 강민아 : 김은성 역
- 주부진 : 민박집 할머니 역
- 김도윤
- 박건락
- 최윤준
- 김준원 : 형사 역
- 최수임 : 현민의 동생 역
- 손선근
- 육미라 : 주혜성의 어머니 역
- 박건
- 박귀순 : 절의 스님 역
- 박형준 : 의사 역
- 윤희원 : 김현지의 아버지 역
- 박재홍
- 하민
- 유안
- 안수빈
- 이한주
- 한지운
- 임재근
- 리민
- 정종현
- 김미혜
- 김혜림
- 조선묵
- 고진영
- 이재수
- 신동훈
- 안성건
- 강지우
- 이호
- 김지은
- 최효은
- 김소이
- 박성균
- 김주영
- 박대원
- 이동희
- 조아진
- 차민혁
- 이재원
- 얀예은
- 김수정
- 양하
- 정수아
- 류예리

### 특별출연
- 이세영 : 봉팔네 화장실 귀신 역 (1화)
- 최홍만 : 룸싸롱 귀신 역 (1화)
- 심형탁 : 교수 역 (1화, 5화, 16화)
- 우현 : 귀신 역 (1화)
- 이정은 : 아파트 부녀회장 역 (2화, 16화)
- 한보름 : 미즈 역 (3화)
- 최대성 : 황제찜질방 사장 역 (4화)
- 구본임 : 꽃처녀 보살 역 - 명철 스님의 지인 (5화, 10화, 11화, 15화)
- 박현숙 : 김은성의 어머니 역 (7화)
- 김지영 : 김인랑의 할머니 역 (7화)
- 최지나 : 김현지의 어머니 역 (7화, 11화, 12화, 13화, 15화, 16화)
- 박충선 : 국립과학수사대 부검의 역 (7화, 10화, 14화)
- 진이한 : 현민 역 (9 ~ 10화)
- 이수경 : 신수경 역 (9 ~ 10화)
- 윤봉길 : 동아리연합 총무 역 (10화)
- 김희원 : 형사 역 (12화)
- 서현진 : 백화점 점원 서현진 역 (13화)
- 권혁수 : 의뢰인 역 (16화)
- 윤두준 : 구대영 역 (16화)
- 김현숙 : 무당 역 (16화)

## 촬영지
- 덕성여자대학교
- 제물포여자중학교
- 아라스튜디오
- 한국근현대사박물관
- 한강아라호
- 고령산 보광사

## 시청률
* 아래 내용은 AGB닐슨 미디어 리서치와 TNmS에서 공개한 시청률을 바탕으로 작성하였다. 빨간색 글씨는 최고 시청률, 파란색 글씨는 최저 시청률을 나타낸다.
| 2016년 | 2016년   | 2016년   | 2016년 |
| 회차   | 방송일자 | 시청률   | 시청률 |
| 회차   | 방송일자 | AGB 닐슨 | TNmS   |
| ------ | -------- | -------- | ------ |
| 제1회  | 7월 11일 | 4.055%   | 3.6%   |
| 제2회  | 7월 12일 | 4.063%   | 4.2%   |
| 제3회  | 7월 18일 | 3.515%   | 3.4%   |
| 제4회  | 7월 19일 | 3.866%   | 3.7%   |
| 제5회  | 7월 25일 | 3.493%   | 3.0%   |
| 제6회  | 7월 26일 | 3.379%   | 4.2%   |
| 제7회  | 8월 1일  | 2.393%   | 3.6%   |
| 제8회  | 8월 2일  | 3.668%   | 5.1%   |
| 제9회  | 8월 8일  | 2.848%   | 3.4%   |
| 제10회 | 8월 9일  | 3.630%   | 4.3%   |
| 제11회 | 8월 15일 | 3.029%   | 3.6%   |
| 제12회 | 8월 16일 | 3.178%   | 3.7%   |
| 제13회 | 8월 22일 | 2.135%   | 2.3%   |
| 제14회 | 8월 23일 | 3.492%   | 4.1%   |
| 제15회 | 8월 29일 | 3.247%   | 3.3%   |
| 제16회 | 8월 30일 | 4.311%   | 5.3%   |

## 같이 보기
- 웹툰을 원작으로 삼은 드라마 목록